# یاگودنگتسا
یاگودنگتسا (به لاتین: Jagodnica) یک روستا در لهستان است که در گمینا لشنا پودلاسکا واقع شده‌است. یاگودنگتسا ۱۰۹ نفر جمعیت دارد.